# Груповий етап Ліги чемпіонів УЄФА 2011—2012
Матчі групового етапу Ліги чемпіонів УЄФА 2011—2012 пройшли з 13 вересня по 7 грудня 2011 року. Жеребкування відбулося 25 серпня.

## Структура розподілу
Розподіл команд на групи проводився за коефіцієнтами УЄФА: до першого кошика потрапили команди під номерами 1—8, другого кошика команди з рейтингом 10—28, третього 28—64, і у четвертому команди з рейтингом 64—190 та без рейтингу.
Команди з одного кошика та з однієї асоціації не можуть грати в одній групі. Клуби з однієї асоціації проводитимуть матчі у різні дні: або вівторок, або середа.
Наступні 32 команди гратимуть у груповому турнірі. Жеребкування відбулося 25 серпня 2011 року.
| Кошик 1 - Барселона - Манчестер Юнайтед - Челсі - Баварія - Арсенал - Реал Мадрид - Порту - Інтернаціонале Кошик 2 - Мілан - Ліон - Шахтар - Валенсія - Бенфіка - Вільярреал - ЦСКА (Москва) - Марсель | Кошик 3 - Зеніт - Аякс - Баєр - Олімпіакос - Манчестер Сіті - Лілль - Базель - БАТЕ Кошик 4 - Боруссія (Дортмунд) - Наполі - Динамо (Загреб) - АПОЕЛ - Трабзонспор - Генк - Вікторія - Оцелул |  |

## Групи
| Легенда                                                                      |
| ---------------------------------------------------------------------------- |
| Команди, що пройшли до плей-оф позначені жирним шрифтом                      |
| Команди, що пройшли до Ліги Європи позначені жирним курсивом                 |
| Команди, що вибули з подальшої боротьби в цьому сезоні позначаються курсивом |

До кінця жовтня вказано центральноєвропейський час, потім центральноєвропейський літній

### Група A
| Команда        | Ігри | Перемоги | Нічиї | Поразки | Голи забиті | Голи пропущені | Різниця м'ячів | Очки |
| -------------- | ---- | -------- | ----- | ------- | ----------- | -------------- | -------------- | ---- |
| Баварія        | 6    | 4        | 1     | 1       | 11          | 6              | +5             | 13   |
| Наполі         | 6    | 3        | 2     | 1       | 10          | 6              | +4             | 11   |
| Манчестер Сіті | 6    | 3        | 1     | 2       | 9           | 6              | +3             | 10   |
| Вільярреал     | 6    | 0        | 0     | 6       | 2           | 14             | −12            | 0    |

| 14 вересня 2011 20:45 |

| Манчестер Сіті | 1 – 1           | Наполі     |
| -------------- | --------------- | ---------- |
| Коларов 75'    | Протокол(англ.) | Кавані 69' |

| Етіхад, Манчестер Арбітр: Йонас Ерікссон (Швеція) |

| 14 вересня 2011 20:45 |

| Вільярреал | 0 – 2           | Баварія              |
| ---------- | --------------- | -------------------- |
|            | Протокол(англ.) | Кроос 7' Рафінья 76' |

| Ель-Мадрігал, Вільярреал Арбітр: Джюнейт Чакир (Туреччина) |

| 27 вересня 2011 20:45 |

| Баварія          | 2 – 0           | Манчестер Сіті |
| ---------------- | --------------- | -------------- |
| Гомес 38', 45+1' | Протокол(англ.) |                |

| Альянц Арена, Мюнхен Арбітр: Віктор Кашшаї (Угорщина) |

| 27 вересня 2011 20:45 |

| Наполі                       | 2 – 0           | Вільярреал |
| ---------------------------- | --------------- | ---------- |
| Гамшик 14' Кавані 17' (пен.) | Протокол(англ.) |            |

| Сан-Паоло, Неаполь Арбітр: Франк Де Блекере (Бельгія) |

| 18 жовтня 2011 20:45 |

| Наполі             | 1 – 1           | Баварія |
| ------------------ | --------------- | ------- |
| Бадштубер 39' (аг) | Протокол(англ.) | Крос 2' |

| Сан-Паоло, Неаполь Глядачів: 60,074 Арбітр: Олегаріу Бенкеренса (Португалія) |

| 18 жовтня 2011 20:45 |

| Манчестер Сіті                | 2 – 1  | Вільярреал |
| ----------------------------- | ------ | ---------- |
| Марчена 43' (аг) Агуеро 90+3' | Report | Кані 4'    |

| Сіті оф Манчестер, Манчестер Глядачів: 43,326 Арбітр: Павел Краловець (Чехія) |

| 2 листопада 2011 20:45 |

| Баварія             | 3 – 2           | Наполі             |
| ------------------- | --------------- | ------------------ |
| Гомес 17', 23', 42' | Протокол(англ.) | Фернандес 45', 79' |

| Альянц Арена, Мюнхен Глядачів: 66,000 Арбітр: Бйорн Кейперс (Нідерланди) |

| 2 листопада 2011 20:45 |

| Вільярреал | 0 – 3           | Манчестер Сіті                          |
| ---------- | --------------- | --------------------------------------- |
|            | Протокол(англ.) | Я. Туре 30', 71' Балотеллі 45+3' (пен.) |

| Ель-Мадрігал, Вільярреал Глядачів: 19,358 Арбітр: Педро Проенса (Португалія) |

| 22 листопада 2011 20:45 |

| Наполі          | 2 – 1           | Манчестер Сіті |
| --------------- | --------------- | -------------- |
| Кавані 17', 49' | Протокол(англ.) | Балотеллі 33'  |

| Сан-Паоло, Неаполь Глядачів: 57,575 Арбітр: Дамір Скоміна (Словенія) |

| 22 листопада 2011 20:45 |

| Баварія                        | 3 – 1           | Вільярреал    |
| ------------------------------ | --------------- | ------------- |
| Рібері 3', 69' Маріо Гомес 24' | Протокол(англ.) | де Гузман 50' |

| Альянц Арена, Мюнхен Глядачів: 66,000 Арбітр: Маркус Стромбергссон (Швеція) |

| 7 грудня 2011 20:45 |

| Манчестер Сіті     | 2 – 0           | Баварія |
| ------------------ | --------------- | ------- |
| Сілва 36' Туре 52' | Протокол(англ.) |         |

| Сіті оф Манчестер, Манчестер Глядачів: 46,002 Арбітр: Стефан Ланнуа (Франція) |

| 7 грудня 2011 20:45 |

| Вільярреал | 0 – 2           | Наполі               |
| ---------- | --------------- | -------------------- |
|            | Протокол(англ.) | Інлер 65' Гамшик 76' |

| Ель Мадрігал, Вільярреал Глядачів: 15,350 Арбітр: Свен Оддвар Моен (Норвегія) |

### Група B
| Команда        | Ігри | Перемоги | Нічиї | Поразки | Голи забиті | Голи пропущені | Різниця м'ячів | Очки |
| -------------- | ---- | -------- | ----- | ------- | ----------- | -------------- | -------------- | ---- |
| Інтернаціонале | 6    | 3        | 1     | 2       | 8           | 7              | +1             | 10   |
| ЦСКА (Москва)  | 6    | 2        | 2     | 2       | 9           | 8              | +1             | 8    |
| Трабзонспор    | 6    | 1        | 4     | 1       | 3           | 5              | −2             | 7    |
| Лілль          | 6    | 1        | 3     | 2       | 6           | 6              | 0              | 6    |

| 14 вересня 2011 20:45 |

| Лілль                | 2 – 2           | ЦСКА (Москва)   |
| -------------------- | --------------- | --------------- |
| Соу 45' Педретті 57' | Протокол(англ.) | Думбія 72', 90' |

| Лілль-Метрополь, Вільнев-д'Аск Арбітр: Олегаріу Бенкеренса (Португалія) |

| 14 вересня 2011 20:45 |

| Інтернаціонале | 0 – 1           | Трабзонспор  |
| -------------- | --------------- | ------------ |
|                | Протокол(англ.) | Челюстка 76' |

| Сан-Сіро, Мілан Арбітр: Стефан Йоганнесон (Швеція) |

| 27 вересня 2011 18:00 |

| ЦСКА (Москва)         | 2 – 3           | Інтернаціонале                  |
| --------------------- | --------------- | ------------------------------- |
| Дзагоєв 45+3' Лав 77' | Протокол(англ.) | Лусіу 6' Паццині 23' Сарате 78' |

| Лужники, Москва Арбітр: Крейг Томсон (Шотландія) |

| 27 вересня 2011 20:45 |

| Трабзонспор       | 1 – 1           | Лілль   |
| ----------------- | --------------- | ------- |
| Колман 75' (пен.) | Протокол(англ.) | Соу 31' |

| Хюсейн Авні Акер, Трабзон Арбітр: Бйорн Кейперс (Нідерланди) |

| 18 жовтня 2011 18:00 |

| ЦСКА (Москва)             | 3 – 0           | Трабзонспор |
| ------------------------- | --------------- | ----------- |
| Думбія 29', 86' Цауня 76' | Протокол(англ.) |             |

| Лужники, Москва Глядачів: 18,000 Арбітр: Марк Клаттенбург (Англія) |

| 18 жовтня 2011 20:45 |

| Лілль | 0 – 1           | Інтернаціонале |
| ----- | --------------- | -------------- |
|       | Протокол(англ.) | Паццині 21'    |

| Лілль-Метрополь, Вільнев-д'Аск Глядачів: 16,996 Арбітр: Говард Вебб (Англія) |

| 2 листопада 2011 20:45 |

| Трабзонспор | 0 – 0           | ЦСКА (Москва) |
| ----------- | --------------- | ------------- |
|             | Протокол(англ.) |               |

| Хюсейн Авні Акер, Трабзон Глядачів: 19,516 Арбітр: Альберто Ундіано Мальєнко (Іспанія) |

| 2 листопада 2011 20:45 |

| Інтернаціонале         | 2 – 1           | Лілль       |
| ---------------------- | --------------- | ----------- |
| Самуель 18' Міліто 65' | Протокол(англ.) | де Мело 83' |

| Сан Сіро, Мілан Глядачів: 24,299 Арбітр: Вольфганг Штарк (Німеччина) |

| 22 листопада 2011 18:00 |

| ЦСКА (Москва) | 0 – 2           | Лілль                           |
| ------------- | --------------- | ------------------------------- |
|               | Протокол(англ.) | В. Березуцький 49' (аг) Соу 64' |

| Лужники, Москва Глядачів: 19,100 Арбітр: Павел Краловец (Чехія) |

| 22 листопада 2011 20:45 |

| Трабзонспор  | 1 – 1           | Інтернаціонале |
| ------------ | --------------- | -------------- |
| Алтинтоп 23' | Протокол(англ.) | Альварес 18'   |

| Хюсейн Авні Акер, Трабзон Глядачів: 21,611 Арбітр: Мартін Аткінсон (Англія) |

| 7 грудня 2011 20:45 |

| Лілль | 0 – 0           | Трабзонспор |
| ----- | --------------- | ----------- |
|       | Протокол(англ.) |             |

| Лілль-Метрополь, Вільнев-д'Аск Глядачів: 16,375 Арбітр: Педру Проенса (Португалія) |

| 7 грудня 2011 20:45 |

| Інтернаціонале | 1 – 2           | ЦСКА                          |
| -------------- | --------------- | ----------------------------- |
| Камб'яссо 51'  | Протокол(англ.) | Думбія 50' В. Березуцький 86' |

| Сан Сіро, Мілан Глядачів: 23,295 Арбітр: Давід Фернандес Борбалан (Іспанія) |

### Група C
| Команда           | Ігри | Перемоги | Нічиї | Поразки | Голи забиті | Голи пропущені | Різниця м'ячів | Очки |
| ----------------- | ---- | -------- | ----- | ------- | ----------- | -------------- | -------------- | ---- |
| Бенфіка           | 6    | 3        | 3     | 0       | 8           | 4              | +4             | 12   |
| Базель            | 6    | 3        | 2     | 1       | 11          | 10             | +1             | 11   |
| Манчестер Юнайтед | 6    | 2        | 3     | 1       | 11          | 8              | +3             | 9    |
| Оцелул            | 6    | 0        | 0     | 6       | 3           | 11             | −8             | 0    |

| 14 вересня 2011 20:45 |

| Базель                         | 2 – 1           | Оцелул   |
| ------------------------------ | --------------- | -------- |
| Ф. Фрай 39' А. Фрай 84' (пен.) | Протокол(англ.) | Пена 58' |

| Санкт-Якоб Парк, Базель Арбітр: Вільям Коллум (Шотландія) |

| 14 вересня 2011 20:45 |

| Бенфіка     | 1 – 1           | Манчестер Юнайтед |
| ----------- | --------------- | ----------------- |
| Кардосо 24' | Протокол(англ.) | Гіггз 42'         |

| Ештадіо да Луж, Лісабон Арбітр: Дамир Скомина (Словенія) |

| 27 вересня 2011 20:45 |

| Манчестер Юнайтед       | 3 – 3           | Базель                              |
| ----------------------- | --------------- | ----------------------------------- |
| Велбек 16', 17' Янг 90' | Протокол(англ.) | Ф. Фрай 58' А. Фрай 60', 76' (пен.) |

| Олд Траффорд, Манчестер Арбітр: Паоло Тальявенто (Італія) |

| 27 вересня 2011 20:45 |

| Оцелул | 0 – 1           | Бенфіка   |
| ------ | --------------- | --------- |
|        | Протокол(англ.) | Сезар 41' |

| Національ, Бухарест Арбітр: Давід Фернандес Борбалан (Іспанія) |

| 18 жовтня 2011 20:45 |

| Оцелул | 0 – 2           | Манчестер Юнайтед             |
| ------ | --------------- | ----------------------------- |
|        | Протокол(англ.) | Руні 64' (пен.), 90+2' (пен.) |

| Національ, Бухарест Глядачів: 28,047 Арбітр: Фелікс Брих (Німеччина) |

| 18 жовтня 2011 20:45 |

| Базель | 0 – 2           | Бенфіка                     |
| ------ | --------------- | --------------------------- |
|        | Протокол(англ.) | Бруно Сезар 20' Кардосо 75' |

| Санкт-Якоб Парк, Базель Глядачів: 35,831 Арбітр: Віктор Кашшаї (Угорщина) |

| 2 листопада 2011 20:45 |

| Манчестер Юнайтед          | 2 – 0           | Оцелул |
| -------------------------- | --------------- | ------ |
| Валенсія 8' Саргі 87' (аг) | Протокол(англ.) |        |

| Олд Траффорд, Манчестер Глядачів: 74,847 Арбітр: Маріо Страхоня (Хорватія) |

| 2 листопада 2011 20:45 |

| Бенфіка    | 1 – 1           | Базель      |
| ---------- | --------------- | ----------- |
| Родріго 4' | Протокол(англ.) | Гуггель 64' |

| Ештадіо да Луж, Лісабон Глядачів: 39,270 Арбітр: Карлос Веласко Карбальйо (Іспанія) |

| 22 листопада 2011 20:45 |

| Оцелул              | 2 – 3           | Базель                               |
| ------------------- | --------------- | ------------------------------------ |
| Ґурґу 75' Антал 81' | Протокол(англ.) | Ф. Фрай 10' А. Фрай 14' Штреллер 37' |

| Національ, Бухарест Глядачів: 5,787 Арбітр: Том Гаральд Гаген (Норвегія) |

| 22 листопада 2011 20:45 |

| Манчестер Юнайтед        | 2 – 2           | Бенфіка                 |
| ------------------------ | --------------- | ----------------------- |
| Бербатов 30' Флетчер 59' | Протокол(англ.) | Джонс 3' (аг) Аймар 61' |

| Олд Траффорд, Манчестер Глядачів: 74,873 Арбітр: Джунейт Чакир (Туреччина) |

| 7 грудня 2011 20:45 |

| Базель                  | 2 – 1           | Манчестер Юнайтед |
| ----------------------- | --------------- | ----------------- |
| Штреллер 9' А. Фрай 84' | Протокол(англ.) | Джонс 89'         |

| Санкт-Якоб Парк, Базель Глядачів: 36,000 Арбітр: Бйорн Кейперс (Нідерланди) |

| 7 грудня 2011 20:45 |

| Бенфіка    | 1 – 0           | Оцелул |
| ---------- | --------------- | ------ |
| Кардосо 7' | Протокол(англ.) |        |

| Да Луж, Лісабон Глядачів: 35,155 Арбітр: Мануель Грефе (Німеччина) |

### Група D
| Команда     | Ігри | Перемоги | Нічиї | Поразки | Голи забиті | Голи пропущені | Різниця м'ячів | Очки |
| ----------- | ---- | -------- | ----- | ------- | ----------- | -------------- | -------------- | ---- |
| Реал Мадрид | 6    | 6        | 0     | 0       | 19          | 2              | +17            | 18   |
| Ліон        | 6    | 2        | 2     | 2       | 9           | 7              | +2             | 8    |
| Аякс        | 6    | 2        | 2     | 2       | 6           | 6              | 0              | 8    |
| Динамо З    | 6    | 0        | 0     | 6       | 3           | 22             | −19            | 0    |

| 14 вересня 2011 20:45 |

| Динамо З | 0 – 1           | Реал Мадрид  |
| -------- | --------------- | ------------ |
|          | Протокол(англ.) | ді Марія 53' |

| Максимір, Загреб Арбітр: Свейн Оддвар Моен (Норвегія) |

| 14 вересня 2011 20:45 |

| Аякс | 0 – 0           | Ліон |
| ---- | --------------- | ---- |
|      | Протокол(англ.) |      |

| Амстердам-Арена, Амстердам Глядачів: 49,504 Арбітр: Вольфганг Штарк (Німеччина) |

| 27 вересня 2011 20:45 |

| Ліон                  | 2 – 0           | Динамо |
| --------------------- | --------------- | ------ |
| Гоміс 23' Б. Коне 42' | Протокол(англ.) |        |

| Жерлан, Ліон Арбітр: Павел Краловец (Чехія) |

| 27 вересня 2011 20:45 |

| Реал Мадрид                      | 3 – 0           | Аякс |
| -------------------------------- | --------------- | ---- |
| Роналду 25' Кака 41' Бензема 49' | Протокол(англ.) |      |

| Сантьяго Бернабеу, Мадрид Арбітр: Марк Клаттенбург (Англія) |

| 18 жовтня 2011 20:45 |

| Реал Мадрид                                      | 4 – 0           | Ліон |
| ------------------------------------------------ | --------------- | ---- |
| Бензема 19' Хедіра 47' Lloris 55' (аг) Рамос 81' | Протокол(англ.) |      |

| Сантьяго Бернабеу, Мадрид Глядачів: 70,028 Арбітр: Джюнейт Чакир (Туреччина) |

| 18 жовтня 2011 20:45 |

| Динамо | 0 – 2           | Аякс                      |
| ------ | --------------- | ------------------------- |
|        | Протокол(англ.) | Берріґтер 49' Еріксен 90' |

| Максимір, Загреб Глядачів: 25,714 Арбітр: Мануель Грефе (Німеччина) |

| 2 листопада 2011 20:45 |

| Ліон | 0 – 2           | Реал Мадрид             |
| ---- | --------------- | ----------------------- |
|      | Протокол(англ.) | Роналдо 24', 69' (пен.) |

| Жерлан, Ліон Глядачів: 40,099 Арбітр: Нікола Ріццолі (Італія) |

| 2 листопада 2011 20:45 |

| Аякс                                                     | 4 – 0           | Динамо |
| -------------------------------------------------------- | --------------- | ------ |
| ван дер Віль 20' Сулеймані 25' де Йонг 65' Лодейро 90+2' | Протокол(англ.) |        |

| Амстердам Арена, Амстердам Глядачів: 49,707 Арбітр: Мартін Аткінсон (Англія) |

| 22 листопада 2011 20:45 |

| Реал Мадрид                                         | 6 – 2           | Динамо                  |
| --------------------------------------------------- | --------------- | ----------------------- |
| Бензема 2', 66' Кальєхон 6', 49' Ігуаїн 9' Езіл 20' | Протокол(англ.) | Бечирай 81' Томечак 90' |

| Сантьяго Бернабеу, Мадрид Глядачів: 65,415 Арбітр: Алан Келлі (Ірландія) |

| 22 листопада 2011 20:45 |

| Ліон | 0 – 0           | Аякс |
| ---- | --------------- | ---- |
|      | Протокол(англ.) |      |

| Жерлан, Ліон Глядачів: 35,070 Арбітр: Йонас Ерікссон (Швеція) |

| 7 грудня 2011 20:45 |

| Динамо      | 1 – 7           | Ліон                                                        |
| ----------- | --------------- | ----------------------------------------------------------- |
| Ковачич 40' | Протокол(англ.) | Гоміс 45', 48', 52', 70' Гоналон 47' Лісандро 64' Бріан 75' |

| Максимір, Загреб Глядачів: 16,457 Арбітр: Марк Клаттенбург (Англія) |

| 7 грудня 2011 20:45 |

| Аякс | 0 – 3           | Реал Мадрид                    |
| ---- | --------------- | ------------------------------ |
|      | Протокол(англ.) | Кальєхон 14', 90+2' Ігуаїн 41' |

| Амстердам Арена, Амстердам Глядачів: 51,557 Арбітр: Жорже Соуза (Португалія) |

### Група E
| Команда  | Ігри | Перемоги | Нічиї | Поразки | Голи забиті | Голи пропущені | Різниця м'ячів | Очки |
| -------- | ---- | -------- | ----- | ------- | ----------- | -------------- | -------------- | ---- |
| Челсі    | 6    | 3        | 2     | 1       | 13          | 4              | +9             | 11   |
| Баєр     | 6    | 3        | 1     | 2       | 8           | 8              | 0              | 10   |
| Валенсія | 6    | 2        | 2     | 2       | 12          | 7              | +5             | 8    |
| Генк     | 6    | 0        | 3     | 3       | 2           | 16             | −14            | 3    |

| 13 вересня 2011 20:45 |

| Челсі               | 2 – 0           | Баєр |
| ------------------- | --------------- | ---- |
| Луїз 67' Мата 90+3' | Протокол(англ.) |      |

| Стемфорд Бридж, Лондон Арбітр: Стефан Ланнуа (Франція) |

| 13 вересня 2011 20:45 |

| Генк | 0 – 0           | Валенсія |
| ---- | --------------- | -------- |
|      | Протокол(англ.) |          |

| Кристал Арена, Генк Арбітр: Томас Айнваллер (Австрія) |

| 28 вересня 2011 20:45 |

| Валенсія           | 1 – 1            | Челсі       |
| ------------------ | ---------------- | ----------- |
| Солдадо 87' (пен.) | Протоколи(англ.) | Лемпард 56' |

| Месталья, Валенсія Арбітр: Нікола Ріццолі (Італія) |

| 28 вересня 2011 20:45 |

| Баєр 04               | 2 – 0           | Генк |
| --------------------- | --------------- | ---- |
| Бендер 30' Баллак 90' | Протокол(англ.) |      |

| БайАрена, Леверкузен Арбітр: Алан Келлі (Ірландія) |

| 19 жовтня 2011 20:45 |

| Баєр 04            | 2 – 1           | Валенсія  |
| ------------------ | --------------- | --------- |
| Шюррле 52' Сем 54' | Протокол(англ.) | Жонас 24' |

| БайАрена, Леверкузен Глядачів: 26,384 Арбітр: Крейг Томсон (Шотландія) |

| 19 жовтня 2011 20:45 |

| Челсі                                             | 5 – 0           | Генк |
| ------------------------------------------------- | --------------- | ---- |
| Мейрелеш 8' Торрес 11', 27' Іванович 42' Калу 72' | Протокол(англ.) |      |

| Стемфорд Бридж, Лондон Глядачів: 38,518 Арбітр: Олексій Ніколаєв (Росія) |

| 1 листопада 2011 20:45 |

| Валенсія                       | 3 – 1           | Баєр 04     |
| ------------------------------ | --------------- | ----------- |
| Хонас 1' Сольдадо 65' Рамі 75' | Протокол(англ.) | Кіслінг 31' |

| Месталья, Валенсія Глядачів: 37,047 Арбітр: Йонас Ерікссон (Швеція) |

| 1 листопада 2011 20:45 |

| Генк       | 1 – 1           | Челсі       |
| ---------- | --------------- | ----------- |
| Воссен 61' | Протокол(англ.) | Рамірес 26' |

| Кристал Арена, Генк Глядачів: 22,584 Арбітр: Свейн Оддвар Моен (Норвегія) |

| 23 листопада 2011 20:45 |

| Баєр 04                  | 2 – 1           | Челсі      |
| ------------------------ | --------------- | ---------- |
| Дердійок 73' Фрідріх 90' | Протокол(англ.) | Дрогба 48' |

| БайАрена, Леверкузен Глядачів: 29,285 Арбітр: Віктор Кашшаї (Угорщина) |

| 23 листопада 2011 20:45 |

| Валенсія                                                        | 7 – 0           | Генк |
| --------------------------------------------------------------- | --------------- | ---- |
| Джонас 10' Солдадо 13', 36', 39' Пабло 68' Адуріц 70' Коста 81' | Протокол(англ.) |      |

| Месталья, Валенсія Глядачів: 35,086 Арбітр: Тоні Шапрон (Франція) |

| 6 грудня 2011 20:45 |

| Челсі                      | 3 – 0            | Валенсія |
| -------------------------- | ---------------- | -------- |
| Дрогба 3', 76' Рамірес 22' | Протокоол(англ.) |          |

| Стемфорд Бридж, Лондон Глядачів: 41,109 Арбітр: Джанлука Роккі (Італія) |

| 6 грудня 2011 20:45 |

| Генк       | 1 – 1           | Баєр 04      |
| ---------- | --------------- | ------------ |
| Воссен 30' | Протокол(англ.) | Дердійок 79' |

| Крістал Арена, Генк Глядачів: 21,187 Арбітр: Паоло Тальявенто (Італія) |

### Група F
| Команда    | Ігри | Перемоги | Нічиї | Поразки | Голи забиті | Голи пропущені | Різниця м'ячів | Очки |
| ---------- | ---- | -------- | ----- | ------- | ----------- | -------------- | -------------- | ---- |
| Арсенал    | 6    | 3        | 2     | 1       | 7           | 6              | +1             | 11   |
| Марсель    | 6    | 3        | 1     | 2       | 7           | 4              | +3             | 10   |
| Олімпіакос | 6    | 3        | 0     | 3       | 8           | 6              | +2             | 9    |
| Боруссія   | 6    | 1        | 1     | 4       | 6           | 12             | −6             | 4    |

| 13 вересня 2011 20:45 |

| Олімпіакос | 0 – 1           | Марсель  |
| ---------- | --------------- | -------- |
|            | Протокол(англ.) | Лучо 51' |

| Георгіос Караїскакіс, Пірей Арбітр: Педро Проенса (Португалія) |

| 13 вересня 2011 20:45 |

| Боруссія    | 1 – 1           | Арсенал       |
| ----------- | --------------- | ------------- |
| Перішич 89' | Протокол(англ.) | ван Персі 42' |

| Зігналь-Ідуна-Парк, Дортмунд Арбітр: Джанлука Роккі (Італія) |

| 28 вересня 2011 20:45 |

| Арсенал                          | 2 – 1           | Олімпіакос |
| -------------------------------- | --------------- | ---------- |
| Окслейд-Чемберлейн 8' Сантос 20' | Протокол(англ.) | Фустер 27' |

| Емірейтс, Лондон Арбітр: Карлос Веласко Карбальйо (Іспанія) |

| 28 вересня 2011 20:45 |

| Марсель                     | 3 – 0           | Боруссія |
| --------------------------- | --------------- | -------- |
| Аю 20', 69' (пен.) Ремі 62' | Протокол(англ.) |          |

| Велодром, Марсель Арбітр: Йонас Ерікссон (Швеція) |

| 19 жовтня 2011 20:45 |

| Марсель | 0 – 1           | Арсенал     |
| ------- | --------------- | ----------- |
|         | Протокол(англ.) | Ремзі 90+2' |

| Велодром, Марсель Глядачів: 33,258 Арбітр: Дамір Скомина (Словенія) |

| 19 жовтня 2011 20:45 |

| Олімпіакос                         | 3 – 1           | Боруссія        |
| ---------------------------------- | --------------- | --------------- |
| Холебас 8' Джеббур 40' Модесто 78' | Протокол(англ.) | Левандовскі 26' |

| Георгіос Караїскакіс, Пірей Глядачів: 29,638 Арбітр: Бас Нейхейс (Нідерланди) |

| 1 листопада 2011 20:45 |

| Арсенал | 0 – 0           | Марсель |
| ------- | --------------- | ------- |
|         | Протокол(англ.) |         |

| Емірейтс, Лондон Глядачів: 59,961 Арбітр: Паоло Тальявенто (Італія) |

| 1 листопада 2011 20:45 |

| Боруссія     | 1 – 0           | Олімпіакос |
| ------------ | --------------- | ---------- |
| Гроскройц 7' | Протокол(англ.) |            |

| Зігналь-Ідуна-Парк, Дортмунд Глядачів: 65,590 Арбітр: Владислав Безбородов (Росія) |

| 23 листопада 2011 20:45 |

| Марсель | 0 – 1           | Олімпіакос     |
| ------- | --------------- | -------------- |
|         | Протокол(англ.) | Фетфацидіс 82' |

| Велодром, Марсель Глядачів: 25,392 Арбітр: Нікола Ріццолі (Італія) |

| 23 листопада 2011 20:45 |

| Арсенал            | 2 – 1           | Боруссія    |
| ------------------ | --------------- | ----------- |
| ван Персі 49', 86' | Протокол(англ.) | Кагава 90+2 |

| Емірейтс, Лондон Глядачів: 59,531 Арбітр: Франк Де Блекере (Бельгія) |

| 6 грудня 2011 20:45 |

| Олімпіакос                         | 3 – 1           | Арсенал    |
| ---------------------------------- | --------------- | ---------- |
| Джеббур 16' Фустер 36' Модесто 89' | Протокол(англ.) | Бенаюн 57' |

| Георгіос Караїскакіс, Пірей Глядачів: 30,816 Арбітр: Альберто Ундіано Мальєнко (Іспанія) |

| 6 грудня 2011 20:45 |

| Боруссія                              | 2 – 3           | Марсель                            |
| ------------------------------------- | --------------- | ---------------------------------- |
| Блащиковський 23' Гуммельс 32' (пен.) | Протокол(англ.) | Ремі 45+4' А. Аю 85' Вальбуена 87' |

| Зігналь-Ідуна-Парк, Дортмунд Глядачів: 65,000 Арбітр: Говард Вебб (Англія) |

### Група G
| Команда | Ігри | Перемоги | Нічиї | Поразки | Голи забиті | Голи пропущені | Різниця м'ячів | Очки |
| ------- | ---- | -------- | ----- | ------- | ----------- | -------------- | -------------- | ---- |
| АПОЕЛ   | 6    | 2        | 3     | 1       | 6           | 6              | 0              | 9    |
| Зеніт   | 6    | 2        | 3     | 1       | 7           | 5              | +2             | 9    |
| Порту   | 6    | 2        | 2     | 2       | 7           | 7              | 0              | 8    |
| Шахтар  | 6    | 1        | 2     | 3       | 6           | 8              | −2             | 5    |

- «АПОЕЛ» і «Зеніт» були зіставлені за зустрічами між собою.

| Команда | Ігри | Перемоги | Нічиї | Поразки | Голи забиті | Голи пропущені | Різниця м'ячів | Очки |
| ------- | ---- | -------- | ----- | ------- | ----------- | -------------- | -------------- | ---- |
| АПОЕЛ   | 2    | 1        | 1     | 0       | 2           | 1              | +1             | 4    |
| Зеніт   | 2    | 0        | 1     | 1       | 1           | 2              | −1             | 1    |

| 13 вересня 2011 20:45 |

| Порту               | 2 – 1           | Шахтар      |
| ------------------- | --------------- | ----------- |
| Халк 28' Клебер 51' | Протокол(англ.) | Адріану 12' |

| Драгау, Порту Арбітр: Фелікс Брих (Німеччина) |

| 13 вересня 2011 20:45 |

| АПОЕЛ                  | 2 – 1           | Зеніт       |
| ---------------------- | --------------- | ----------- |
| Мандука 73' Аїлтон 75' | Протокол(англ.) | Зирянов 63' |

| ГСП, Нікосія Арбітр: Едуардо Ітурралде Гонсалес (Іспанія) |

| 28 вересня 2011 18:00 |

| Зеніт                      | 3 – 1           | Порту        |
| -------------------------- | --------------- | ------------ |
| Широков 20', 63' Данні 72' | Протокол(англ.) | Родрігес 10' |

| Петровський, Санкт-Петербург Арбітр: Говард Вебб (Англія) |

| 28 вересня 2011 20:45 |

| Шахтар     | 1 – 1           | АПОЕЛ          |
| ---------- | --------------- | -------------- |
| Жадсон 64' | Протокол(англ.) | Трічковскі 61' |

| Донбас-Арена, Донецьк Арбітр: Роберт Шергенхофер (Австрія) |

| 19 жовтня 2011 20:45 |

| Шахтар                    | 2 – 2           | Зеніт                    |
| ------------------------- | --------------- | ------------------------ |
| Вілліан 15' Адріану 45+1' | Протокол(англ.) | Широков 33' Файзулін 60' |

| Донбас-Арена, Донецьк Глядачів: 50,578 Арбітр: Франк Де Блекере (Бельгія) |

| 19 жовтня 2011 20:45 |

| Порту    | 1 – 1           | АПОЕЛ      |
| -------- | --------------- | ---------- |
| Халк 13' | Протокол(англ.) | Аїлтон 19' |

| Драгау, Порту Глядачів: 32,512 Арбітр: Ентоні Готьє (Франція) |

| 1 листопада 2011 18:00 |

| Зеніт          | 1 – 0           | Шахтар |
| -------------- | --------------- | ------ |
| Ломбертс 45+1' | Протокол(англ.) |        |

| Петровський, Санкт-Петербург Глядачів: 21,405 Арбітр: Стефан Ланнуа (Франція) |

| 1 листопада 2011 20:45 |

| АПОЕЛ                         | 2 – 1           | Порту           |
| ----------------------------- | --------------- | --------------- |
| Аїлтон 42' (пен.) Мандука 90' | Протокол(англ.) | Халк 89' (пен.) |

| ГСП, Нікосія Глядачів: 22,301 Арбітр: Джанлука Роккі (Італія) |

| 23 листопада 2011 18:00 |

| Зеніт | 0 – 0           | АПОЕЛ |
| ----- | --------------- | ----- |
|       | Протокол(англ.) |       |

| Петровський, Санкт-Петербург Глядачів: 21,500 Арбітр: Фелікс Брих (Німеччина) |

| 23 листопада 2011 20:45 |

| Шахтар | 0 – 2  | Порту                          |
| ------ | ------ | ------------------------------ |
|        | Report | Халк 79' Резван Рац 90+2' (аг) |

| Донбас Арена, Донецьк Глядачів: 42,565 Арбітр: Крейг Томсон (Шотландія) |

| 6 грудня 2011 20:45 |

| Порту | 0 – 0           | Зеніт |
| ----- | --------------- | ----- |
|       | Протокол(англ.) |       |

| Драгау, Порту Глядачів: 46,512 Арбітр: Карлос Веласко Карбальо (Іспанія) |

| 6 грудня 2011 20:45 |

| АПОЕЛ | 0 – 2           | Шахтар                    |
| ----- | --------------- | ------------------------- |
|       | Протокол(англ.) | Адріану 62' Селезньов 78' |

| ГСП, Нікосія Глядачів: 22,537 Арбітр: Овідіу Гацеган (Румунія) |

### Група H
| Команда   | Ігри | Перемоги | Нічиї | Поразки | Голи забиті | Голи пропущені | Різниця м'ячів | Очки |
| --------- | ---- | -------- | ----- | ------- | ----------- | -------------- | -------------- | ---- |
| Барселона | 6    | 5        | 1     | 0       | 20          | 4              | +16            | 16   |
| Мілан     | 6    | 2        | 3     | 1       | 11          | 8              | +3             | 9    |
| Вікторія  | 6    | 1        | 2     | 3       | 4           | 11             | −7             | 5    |
| БАТЕ      | 6    | 0        | 2     | 4       | 2           | 14             | −12            | 2    |

| 13 вересня 2011 20:45 |

| Барселона           | 2 — 2           | Мілан               |
| ------------------- | --------------- | ------------------- |
| Педро 36' Вілья 50' | Протокол(англ.) | Пато 1' Сілва 90+2' |

| Камп Ноу, Барселона Арбітр: Мартін Аткінсон (Англія) |

| 13 вересня 2011 20:45 |

| Вікторія    | 1 — 1           | БАТЕ        |
| ----------- | --------------- | ----------- |
| Бакош 45+1' | Протокол(англ.) | Брессан 69' |

| Синот Тіп Арена, Прага Арбітр: Лоран Дюамель (Франція) |

| 28 вересня 2011 20:45 |

| БАТЕ | 0 — 5           | Барселона                                             |
| ---- | --------------- | ----------------------------------------------------- |
|      | Протокол(англ.) | Валадзько 19' (аг) Педро 22' Мессі 38', 56' Вілья 90' |

| Динамо, Мінськ Арбітр: Мануель Грефе (Німеччина) |

| 28 вересня 2011 20:45 |

| Мілан                              | 2 — 0           | Вікторія |
| ---------------------------------- | --------------- | -------- |
| Ібрагімович 53' (пен.) Кассано 66' | Протокол(англ.) |          |

| Сан Сіро, Мілан Арбітр: Флоріан Мейер (Німеччина) |

| 19 жовтня 2011 20:45 |

| Мілан                       | 2 – 0           | БАТЕ |
| --------------------------- | --------------- | ---- |
| Ібрагімович 33' Боатенг 70' | Протокол(англ.) |      |

| Сан Сіро, Мілан Глядачів: 66,040 Арбітр: Том-Гаральд Гаген (Норвегія) |

| 19 жовтня 2011 20:45 |

| Барселона             | 2 – 0           | Вікторія |
| --------------------- | --------------- | -------- |
| Іньєста 10' Вілья 82' | Протокол(англ.) |          |

| Камп Ноу, Барселона Глядачів: 74,376 Арбітр: Александар Ставрев (Республіка Македонія) |

| 1 листопада 2011 18:00 |

| БАТЕ               | 1 – 1           | Мілан           |
| ------------------ | --------------- | --------------- |
| Брессан 55' (пен.) | Протокол(англ.) | Ібрагімович 22' |

| Динамо, Мінськ Глядачів: 29,100 Арбітр: Петер Расмуссен (Данія) |

| 1 листопада 2011 20:45 |

| Вікторія | 0 – 4           | Барселона                                        |
| -------- | --------------- | ------------------------------------------------ |
|          | Протокол(англ.) | Мессі 24' (пен.), 45+2', 90+2' Сеск Фабрегас 72' |

| Синот Тіп Арена, Прага Глядачів: 20,145 Арбітр: Роберт Шергенхофер (Австрія) |

| 23 листопада 2011 19:00 |

| БАТЕ | 0 – 1           | Вікторія  |
| ---- | --------------- | --------- |
|      | Протокол(англ.) | Бакош 42' |

| Динамо, Мінськ Глядачів: 26,520 Арбітр: Кевін Блом (Нідерланди) |

| 23 листопада 2011 20:45 |

| Мілан                       | 2 – 3           | Барселона                                      |
| --------------------------- | --------------- | ---------------------------------------------- |
| Ібрагімович 20' Боатенг 54' | Протокол(англ.) | ван Боммель 14' (аг) Мессі 31' (пен.) Хаві 63' |

| Сан Сіро, Мілан Глядачів: 78,927 Арбітр: Вольфґанґ Штарк (Німеччина) |

| 6 грудня 2011 20:45 |

| Барселона                                    | 4 – 0           | БАТЕ |
| -------------------------------------------- | --------------- | ---- |
| Роберто 35' Монтоя 60' Педро 63', 89' (пен.) | Протокол(англ.) |      |

| Камп Ноу, Барселона Глядачів: 37,374 Арбітр: Вільям Каллам (Шотландія) |

| 6 грудня 2011 20:45 |

| Вікторія                 | 2 – 2           | Мілан                |
| ------------------------ | --------------- | -------------------- |
| Бистронь 89' Дуриш 90+3' | Протокол(англ.) | Пато 47' Робінью 49' |

| Синот Тіп Арена, Прага Глядачів: 19,854 Арбітр: Іштван Вад (Угорщина) |

Примітки Фенербахче був відсторонений від участі у Лізі Чемпіонів 2011-12 рішенням Турецької федерації футболу від 24 серпня 2011 року через розслідування у справі договірних матчів. Місце у груповому етапі отримав срібний призер Трабзонспор.